# Urs Bühler
Urs Toni Bühler (Willisau, Cantão de Lucerna, Suíça; 19 de julho de 1971) é um cantor e tenor clássico suíço. Atualmente é integrante do mundialmente consagrado grupo Il Divo.
Sua formação musical começou desde seus cinco anos, quando Bühler começou a cantar em um coral e também aprendeu a tocar violino, clarinete, piano, guitarra e bateria. Sua carreira musical, porém, começou quando ele tinha quinze anos em um gênero totalmente diferente do canto lírico, sendo membro de uma banda cover e mais tarde, aos seus 17 anos, vocalista de uma banda de heavy metal chamada Conspiracy, em Lucerna. Ao mesmo tempo, ele já estava recebendo aulas de música na Academia de Música da Escola e Igreja. Seu progresso no campo o levou a mudar-se para Amsterdã, na Holanda, onde estudou sua voz no "Conservatório Sweelink" com Udo Reinemann, um conhecido barítono alemão. Sob a aulas particulares de tenor sueco Gösta Winbergh, membro da Royal Opera de Estocolmo, e o tenor francês Christian Papis, Urs enriqueceu o seu repertório clássico. Ele cantava no coro da ópera holandesa e até mesmo realizou uma temporada no Festival de Salzburgo, sob a direção de Claudio Abbado. Urs gastou os últimos sete anos nos Países Baixos, antes de seu compromisso com o Il Divo, cantando em oratórios e performances com a Opera Holandesa Gezelschap (GE). Urs fala francês, italiano, espanhol, inglês, alemão e até um pouco de japonês.